# Atherinomorus lineatus
Atherinomorus lineatus é uma espécie de peixe da família Atherinidae.
Pode ser encontrada nos seguintes países: Indonésia e o Filipinas.